# Championnat provincial d'Argentine de rugby à XV 2014
Navigation
Campeonato Argentino de Mayores 2013 Campeonato Argentino de Mayores 2015
Le Championnat provincial d'Argentine de rugby à XV 2014 ou Campeonato argentino de rugby 2014 ou Campeonato argentino de Mayores 2014 est une compétition annuelle de rugby à XV organisée par la Fédération argentine (UAR) qui oppose, non pas des sélections provinciales du pays, mais des équipes représentant les uniónes, au nombre de 25, membres de l'UAR.

## Format
Les 6 clubs disputent un championnat où chaque équipe ne joue qu'une seule fois.

## Équipes
| Nom          | Surnom         | Région                                       |
| ------------ | -------------- | -------------------------------------------- |
| Alto Valle   | Los Tehuelches | Province de Neuquén et Province de Río Negro |
| Buenos Aires | Las Águilas    | District de Buenos Aires                     |
| Cordobesa    | Los Dogos      | Province de Córdoba                          |
| Rosario      | Los Ñandúes    | Province de Santa Fe                         |
| Salta        | Los Mayuatos   | Province de Salta                            |
| Tucumán      | Los Naranjas   | Province de Tucumán                          |

## Phase régulière
| Rang | Club           | J | V | N | D | Bo | Bd | Pm  | Pe  | Diff | Pts |
| ---- | -------------- | - | - | - | - | -- | -- | --- | --- | ---- | --- |
| 1    | Los Naranjas   | 5 | 4 | 0 | 1 | 2  | 1  | 194 | 99  | +95  | 19  |
| 2    | Los Dogos      | 5 | 4 | 0 | 1 | 2  | 0  | 148 | 114 | +34  | 18  |
| 3    | Los Ñandúes    | 5 | 3 | 0 | 2 | 2  | 2  | 160 | 135 | +25  | 16  |
| 4    | Las Águilas    | 5 | 3 | 0 | 2 | 2  | 2  | 129 | 111 | +18  | 16  |
| 5    | Los Mayuatos   | 5 | 1 | 0 | 4 | 1  | 0  | 128 | 156 | -28  | 5   |
| 6    | Los Tehuelches | 5 | 0 | 0 | 5 | 0  | 0  | 66  | 210 | -144 | 0   |

|  | Vainqueur.                      |
|  | Relégué en Zona Ascenso (no 6). |